# Salvadoraanse voetbalbond
De Federación Salvadoreña de Fútbol (FESFUT) is de Salvadoraanse voetbalbond en tak van de FIFA. De FESFUT werd opgericht in 1935 en erkend door de FIFA in 1938. Haar hoofdkwartier staat in San Salvador. De FESFUT organiseert onder andere de Primera División de Fútbol Profesional, de professionele competitie voor mannen.
De FESFUT is ook verantwoordelijk voor het Salvadoraans voetbalelftal.